# 1932 Jansky
1932 Jansky è un asteroide della fascia principale. Scoperto nel 1971, presenta un'orbita caratterizzata da un semiasse maggiore pari a 2,3713593 UA e da un'eccentricità di 0,1591563, inclinata di 1,89084° rispetto all'eclittica.
L'asteroide è dedicato al fisico statunitense Karl Guthe Jansky.